# Ronaldo Muñoz

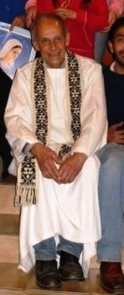
Ronaldo Muñoz

Ronaldo Muñoz Gibbs SSCC (* 7. März 1933 in Santiago de Chile; † 15. Dezember 2009 ebenda) war römisch-katholischer Priester und ein Vertreter der Befreiungstheologie in Chile.

## Leben

### Akademische und kirchliche Laufbahn
Ronaldo Muñoz studierte einige Jahre lang Architektur, bevor er 1954 der Ordensgemeinschaft der Arnsteiner Patres beitrat. Nach dem Besuch des Priesterseminars in Valparaíso wurde er 1961 zum Priester geweiht. In der Folge absolvierte er ein Postgraduiertenstudium an der Gregoriana in Rom (bis zum Lizenziat 1962) und am Institut Catholique de Paris, wo er 1963 promovierte.
1964 nahm Muñoz seine Dozententätigkeit in Chile auf, die er viele Jahre beibehalten sollte. Von 1966 bis 1979 lehrte er an der theologischen Fakultät der Katholischen Universität Chiles. 1972, nach einem zweijährigen interdisziplinären Forschungsprojekt, promovierte er als Stipendiat des Stipendienwerks Lateinamerika-Deutschland ein weiteres Mal an der Universität Regensburg, mit einer Arbeit summa cum laude (betreut von Norbert Schiffers) zum Thema Nueva conciencia de la iglesia en América latina (dt.: Das neue Bewusstsein der Kirche in Lateinamerika). In den folgenden Jahren hatte er Gastprofessuren in Spanien und Belgien inne. 1986–1997 lehrte er am Instituto Alfonsiano in Santiago systematische Theologie. Von 1998 an lebte er in Río Bueno im Süden Chiles, wo er bis 2004 an der Katholischen Universität von Temuco wirkte.
Darüber hinaus war Muñoz theologischer Berater bei den Versammlungen der lateinamerikanischen Bischofskonferenz CELAM in Puebla 1979, Santo Domingo 1992 und Aparecida 2007. Er gehörte zum Herausgeberteam der Monografienreihe Teología y Liberación und betreute 1982–1994 die Zeitschrift Pastoral Popular. Muñoz war Mitglied der Theologengesellschaften Amerindia und Sociedad Chilena de Teología (SChT). Er war über lange Jahre theologischer Berater der Lateinamerikanischen Vereinigung der Ordensleute (Confederación Latinoamericana de Religiosos, CLAR). Muñoz’ Bücher wurden in fünf Sprachen übersetzt.

### Soziales und politisches Engagement
Ab den 1970er Jahren arbeitete Muñoz als Seelsorger in den Armenvierteln Santiagos, wodurch er in Gegnerschaft zur Diktatur Augusto Pinochets geriet. Als er im April 1974 eine Stadtviertelversammlung organisiert, auf welcher die prekäre Lebensmittelversorgung der Bewohner besprochen werden sollte, wurde er gemeinsam mit mehreren Bewohnern des Viertels von der Polizei verhaftet. Die Gruppe wurde dem Militär übergeben und in das berüchtigte Gefangenenlager Villa Grimaldi gebracht, verhört und gefoltert. Durch den Einsatz des Erzbischofs von Santiago, Raúl Silva Henríquez, kamen Muñoz und seine Begleiter frei.
Gestützt auf diese konkrete Option für die Armen entwickelte Muñoz Ansätze einer befreiungstheologischen Ekklesiologie. Dies führte zu Konflikten mit der Amtskirche: Der Erzbischof von Medellín, Alfonso López Trujillo, äußerte kurz nach seiner Ernennung zum Kardinal (1984), er werde mit Muñoz und anderen Befreiungstheologen „ein Ende machen“.

### Letzte Lebensjahre
2005 kehrte Muñoz aus dem Süden Chiles nach Santiago zurück, wo er sich der Arbeit mit Basisgemeinden und der Laienausbildung widmete. Im Mai 2008 wurde ihm ein Krebsgeschwür an der Blase diagnostiziert, dessen Streuung sich nicht aufhalten ließ. Kurz vor seinem Tod wurde er von seinem Freund und Weggefährten José Comblin im Krankenhaus besucht. Ronaldo Muñoz starb am 15. Dezember 2009 um 16:50 Uhr. Er wurde auf dem Friedhof von Recoleta in Santiago de Chile beerdigt.

## Werke in deutscher Übersetzung
- Der Gott der Christen – Gott, der sein Volk befreit. Patmos-Verlag, Düsseldorf 1987, ISBN 3-491-77717-8.
- Die Rolle der Basisgemeinden in Lateinamerika. In: Thomas Schreijäck (Hrsg.): Stationen eines Exodus. 35 Jahre Theologie der Befreiung in Lateinamerika. Lernprozesse – Herausforderungen – Impulse für die Weltkirche. Matthias Grünewald, Mainz 2007, ISBN 978-3-7867-2631-9, S. 155–172.